# Upstairs Downstairs (2010)
Upstairs Downstairs (en español: Arriba & Abajo) es una serie dramática británica, que comenzó sus transmisiones el 26 de diciembre del 2010 por medio de la cadena BBC One y finalizó el 25 de marzo del 2012. La serie fue creada y escrita por Heidi Thomas, y ha contado con la participación de actores como Emilia Fox, Kenneth Cranham y Emma Cliffor.
La serie siguió la historia de 165 Eaton Place, en 1936, seis años después de que concluyera la serie original. y Sigue la vida de Sir Hallam y su esposa, Lady Agnes Holland dueños de la casa donde también viven Maud, la madre de Hallam; Pamela, la hermana de Hallam quien tiene síndrome de down, Persephone, la hermana de Agnes; Clarice; Harry, amigo de Hallam y amante de Persie; Amanjit, Warwick y los empleados del hogar.

## Historia
La serie se centró en Sir Hallam Holland, un diplomático quien se muda junto a su esposa Lady Agnes, en enero de 1936, poco después de la muerte de George V. Poco después conocen a Rose Buck, quien es propietaria de su propia agencia de servicio doméstico y les ayuda a encontrar personal para su nueva casa mientras la terminan de renovar. Después de instalarse en Londres a la pareja se les une la dominante madre de Hallam, Maud quien se muda con ellos junto con su secretario, personal joven y su mascota, un mono y Lady Persephone, la joven hermana de Agnes. Sumado a estos factores de estrés para la pareja, Lady Agnes todavía sufre por su aborto involuntario, Hallam, decide averiguiar sobre la muerte de su hermana, quien falleció siendo pequeña y ambos se ven obligados a criar a la hija de su criada judía, que muere por la enfermedad asmática que padece, más tarde Hallam descubre que su hermana, Pamela está viva y se muda con ellos y Maud muere.
Durante la segunda temporada llega Blanche Mottershead, media hermana de Maud y tía de Hallam. Mientras que Agnes y Hallam son padres de dos hijos. También se les unen Beryl, la nueva niñera; Eunice la encargada de la limpieza de la cocina; el Sargento Ashworth; el multimillonario norteamericano Caspar Landry; Lady Portia Alresford la amante de Blanchete y Violet Whisset, el nuevo interés romántico del señor Pritchard.

## Personajes principales[2]
| Actor              | Personaje                     | Trabajo | N.º de episodios | Temporada   |
| ------------------ | ----------------------------- | ------- | ---------------- | ----------- |
| Ed Stoppard        | Sir Hallam Holland            | -       | 9                | 2010 - 2012 |
| Keeley Hawes       | Lady Agnes Holland            | -       | 9                | 2010 - 2012 |
| Claire Foy         | Lady Persephone "Persi" Towyn | -       | 9                | 2010 - 2012 |
| Anne Reid          | Mrs. Clarice Thackeray        | -       | 9                | 2010 - 2012 |
| Neil Jackson       | Harry Spargo                  | -       | 9                | 2010 - 2012 |
| Art Malik          | Mr. Amanjit Singh             | -       | 9                | 2010 - 2012 |
| Adrian Scarborough | Mr. Warwick Pritchard         | -       | 9                | 2010 - 2012 |
| Blake Ritson       | George, Duque de Kent         | -       | 8                | 2010 - 2012 |
| Alex Kingston      | Dr. Blanche Mottershead       | Doctora | 5                | 2012        |

### Personajes recurrentes
| Actor            | Personaje        | Empleo | Episodios | Duración    |
| ---------------- | ---------------- | ------ | --------- | ----------- |
| Nico Mirallegro  | Johnny Proude    | -      | 8         | 2010 - 2012 |
| Laura Haddock    | Beryl Ballard    | -      | 6         | 2012        |
| Ami Metcalf      | Eunice McCabe    | -      | 6         | 2012        |
| Jean Marsh       | Miss Rose Buck   | -      | 5         | 2010 - 2012 |
| Sarah Gordy      | Pamela Holland   | -      | 4         | 2010 - 2012 |
| Ken Bones        | Lord Halifax     | -      | 4         | 2012        |
| Alexia James     | Lotte Perlmutter | -      | 4         | 2010 - 2012 |
| Michael Landes   | Casper Landry    | -      | 3         | 2012        |
| Jemma Churchill  | Nana Lyons       | -      | 3         | 2010 - 2012 |
| Ian Barritt      | Dr. Gascoigne    | Doctor | 2         | 2010 - 2012 |
| Lucy Cohu        | Mrs. Fuller      | -      | 2         | 2012        |
| Sarah Lancashire | Miss Whisset     | -      | 2         | 2012        |

### Antiguos personajes
| Actor              | Personaje          | Empleo | Episodios | Duración | Estado | Causa          |
| ------------------ | ------------------ | ------ | --------- | -------- | ------ | -------------- |
| Dame Eileen Atkins | Maud, Lady Holland | -      | 3         | 2010     | Muerta | -              |
| Ellie Kendrick     | Ivy Morris         | -      | 3         | 2010     | -      | renunció       |
| Anthony Calf       | Anthony Eden       | -      | 3         | 2010     | -      | -              |
| Helen Bradbury     | Rachel Perlmutter  | -      | 2         | 2010     | Muerta | murió por asma |
| Edward Baker-Duly  | Ribbentrop         | -      | 2         | 2010     | -      | -              |

## Producción
La primera temporada se estrenó el 26 de diciembre de 2010 y la segunda el 19 de febrero de 2012. La serie compite con la exitosa serie dramática Downton Abbey.
La actriz Jean Marsh se unió a la nueva versión de la serie donde interpreta de nuevo a Rose Buck, que se convierte en la ama de llaves de la casa propiedad de Sir Hallam y Lady Agnes Holland. La actriz Eileen Atkins, quien creó la serie original Upstairs Downstairs junto a Marsh, se unió al elenco de la serie interpretando a Maud, la madre de Hallam; sin embargo Atkins dejó la serie al finalizar la primera temporada.